# Pseudopisthogynopsis lepidocybii
Pseudopisthogynopsis lepidocybii är en plattmaskart. Pseudopisthogynopsis lepidocybii ingår i släktet Pseudopisthogynopsis och familjen Discocotylidae. Inga underarter finns listade i Catalogue of Life.